# Hajnan
Hajnan (Hainan)  kiejtéseⓘ (kínai: 海南, pinjin: Hǎinán, magyar átírás: Hajnan) a Kínai Népköztársaság legkisebb tartománya, mely az ország déli partjai mellett fekvő szigetcsoporton terül el. A szigetcsoport legnagyobb szigete szintén a Hajnan (Hainan) nevet viseli. A tartomány székhelye és legnagyobb városa Hajkou (Haikou).

## Történelem

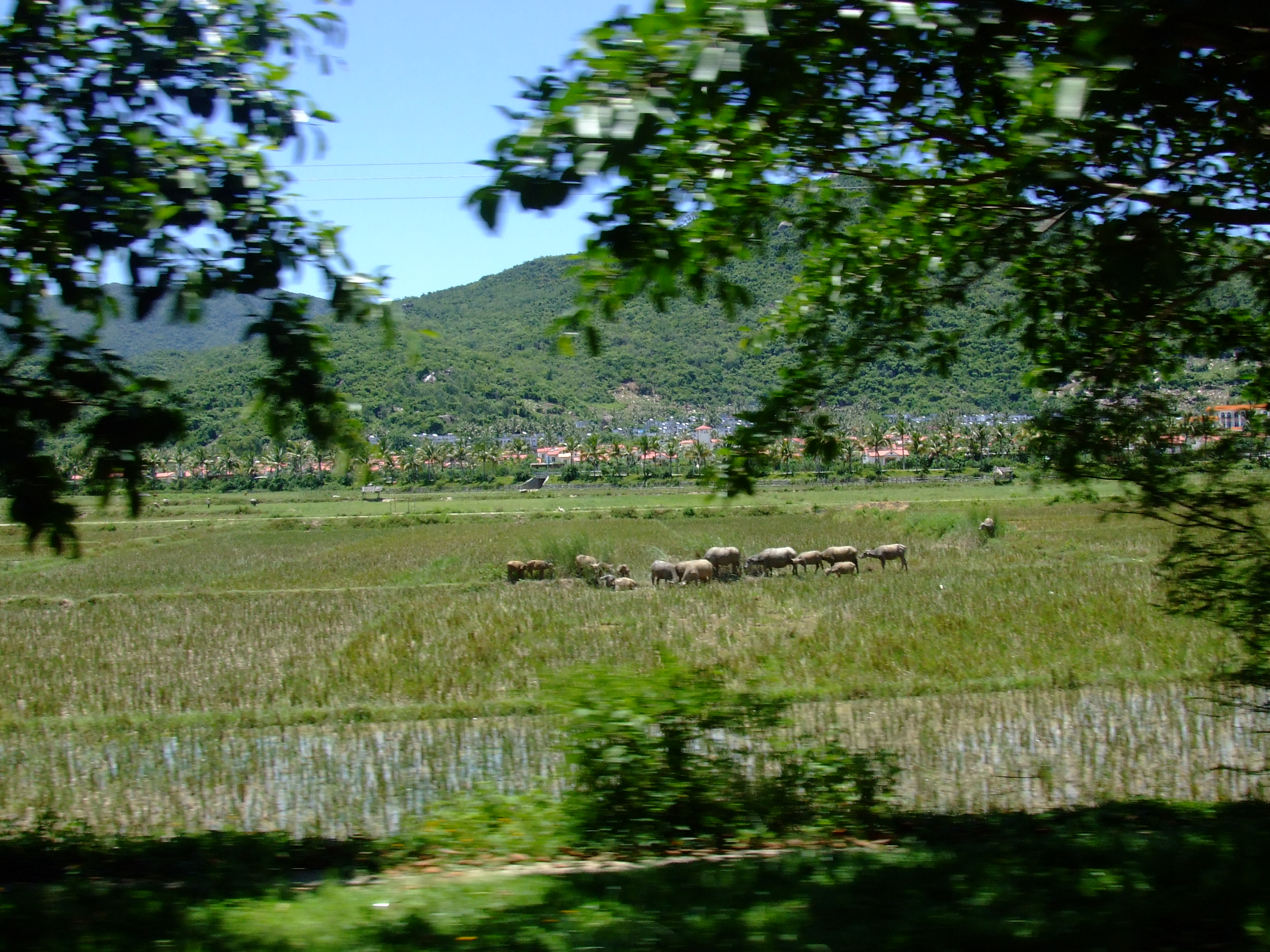
Tájkép rizsfölddel és vízibivalyokkal

A sziget őslakói a li néphez tartoznak. E nép - hagyományai szerint - maga is kínai eredetű, de ősidők óta a szigeten él. A szigetre a kínai államok a három királyság (kb. 3. század) időszakában terjesztették ki hatalmukat. A 10. századtól folyik a kínaiak betelepedése a közeli kínai tartományokból. Az őslakókat a sziget középső és déli vidékeire szorították vissza. A 18. században történt a lik nagyarányú felkelése a kínai uralom ellen. Ennek leverésére a központi kormány miao zsoldosokat bérelt. Utódaik ma a sziget nyugati hegyvidékén élnek.
Az 1930-as, 1940-es években erős kommunista partizánmozgalom harcolt a japán megszállás ellen. A megtorlások következtében a férfilakosság harmada elpusztult.
A sziget hagyományosan Kuangtung tartomány része volt. 1950-ben a tartományon belül különleges státusza lett, majd 1988-ban önálló tartománnyá szervezték.

## Földrajz és éghajlat
Hajnan (Hainan) szigetét egy mindössze 15–30 km széles, a negyedidőszakban keletkezett geológiai törés során létrejött tengerszoros választja el a szárazföldtől, a vulkáni eredetű Lejcsou (Leizhou)-félszigettől. A sziget délnyugati részén az 1867 m-ig magasodó Vucsi (Wuzhi)-hegység terül el, amely a kréta korban keletkezett gránitintrúziók szétágazó vonulataiból áll. Északkeleten a szomszédos
félsziget vulkáni övezetének folytatásaként bazaltlávadómok és -kúpok emelkednek. A hegyvidékek mellett parti síkságok terülnek el, a partokat a tengerben korallzátonyok követik.
Éghajlata trópusi monszun jellegű, hosszú, csapadékos nyárral és rövid, száraz téllel. A januári középhőmérséklet 10-15 °C. A júliusi középhőmérséklet 25-28 °C, magas relatív páratartalommal. Az évi csapadék 1400–2000 mm között mozog.

## Közigazgatás

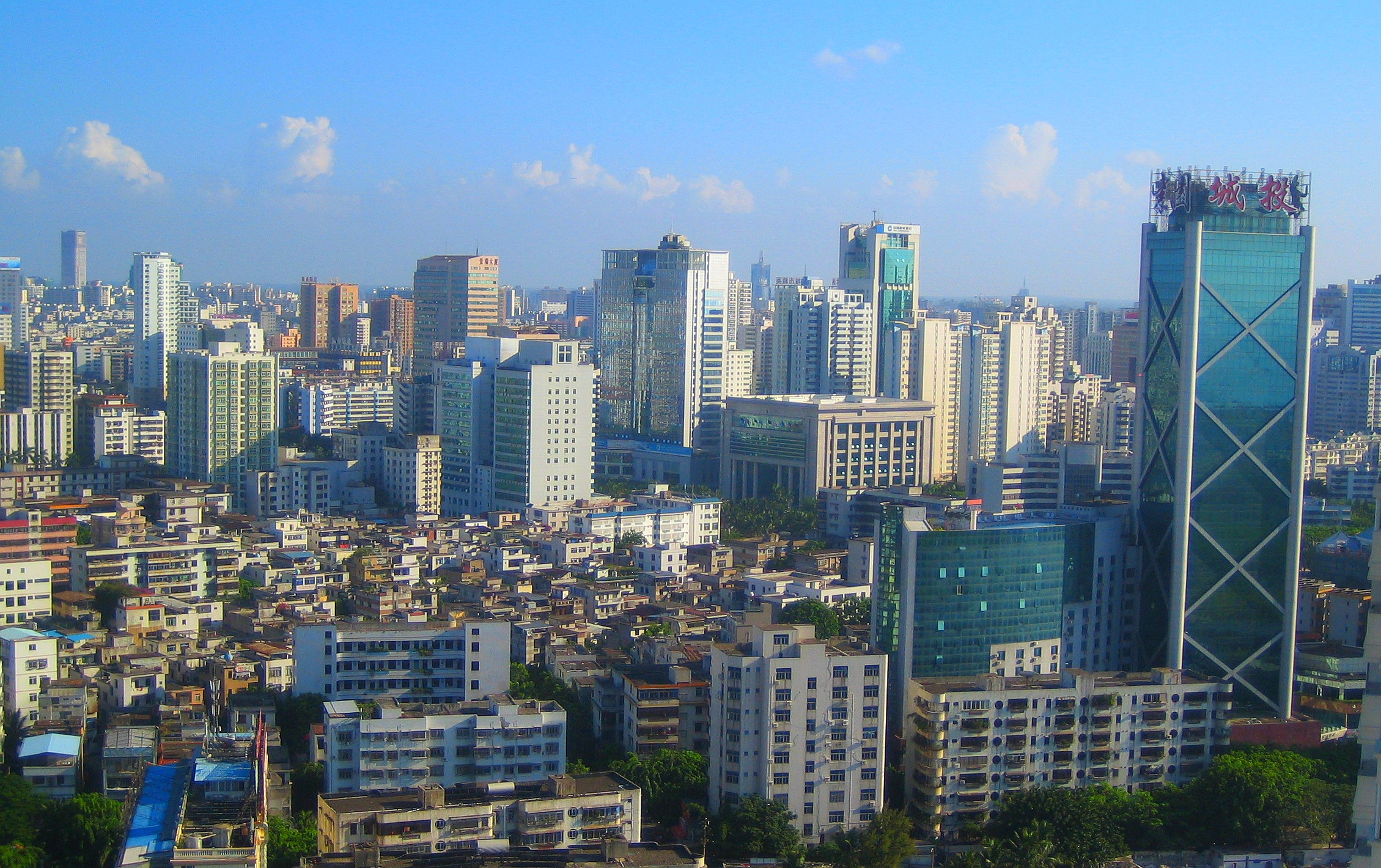
Hajkou egy képe

Hajnan közigazgatási felosztása némileg eltér a többi kínai tartományétól, a tartomány legtöbb megyéje közvetlenül a tartományi szint alatt működik, nem pedig valamely prefektúra részeként. Hajnan 2 prefektúra szintű városra és 16 prefektúrába nem sorolt megyére van felosztva. Prefektúrák:
- Hajkou (Haikou) (海口市)
- Szanja (三亚市 Sānyà Shì)

## Gazdaság

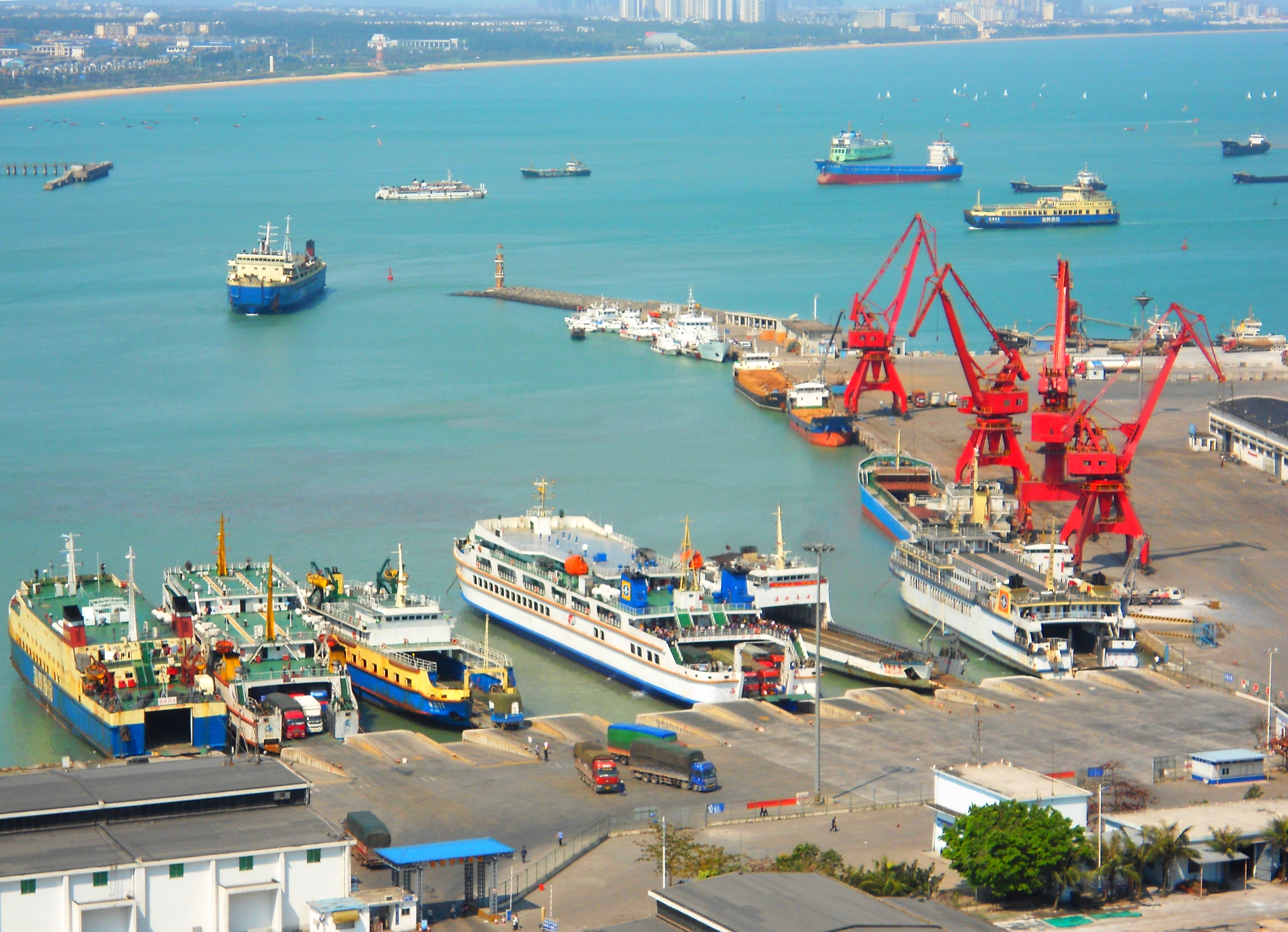
Xiuying kikötő Haikouban

## Népesség
| Lakosok száma | 8 671 518 | 9 171 300 | 10 081 232 |
|               | 2010      | 2016      | 2020       |